# Diana Sacayán
Amancay Diana Sacayán (San Miguel de Tucumán, 31 de diciembre de 1975 - Buenos Aires, 11 de octubre de 2015) fue una activista del movimiento de derechos humanos y de la lucha por el reconocimiento y la inclusión social del colectivo travesti y transgénero en Argentina y en la región.
Fundó el Movimiento Antidiscriminatorio de Liberación (M.A.L.) y formó parte del Frente Nacional por la Ley de Identidad de Género en Argentina durante el proceso de debate público por la Ley 26.743 de Identidad de Género. El 2 de julio de 2012 se convirtió en la primera mujer transgénero argentina en recibir un documento nacional de identidad que afirmaba su género.
Fue asesinada el 11 de octubre de 2015. El 18 de junio de 2018 el Tribunal Oral Criminal Nro. 4 de la Ciudad de Buenos Aires condenó a su asesino en una sentencia en la que por primera vez la justicia argentina calificó el asesinato de una travesti como un crimen de odio por identidad de género, aplicando lo previsto en el inciso 4 del artículo 80 del Código Penal de Argentina. El sitio web agenciapresentes.org calificó el fallo de histórico.

## Biografía
Amancay Diana Sacayán nació en Tucumán el 31 de diciembre de 1975 y era indígena perteneciente al pueblo diaguita. Cuando era una niña, su familia se mudó a la localidad de Gregorio de Laferrere, partido de La Matanza en la provincia de Buenos Aires. Vivió la pobreza en carne propia junto a sus quince hermanos y hermanas.
Diana asumió con orgullo su identidad travesti a los diecisiete años de edad. Sufrió persecución policial debido a las contravenciones del código de faltas de provincia de Buenos Aires vigente en aquel momento, que criminalizaba la homosexualidad y el travestismo. Así, fue encarcelada en varias ocasiones por el solo hecho de ser travesti, y vulnerados sus derechos humanos.
En la prisión se acercó al Partido Comunista del que fue parte y luego llegó a ser candidata a consejera escolar. En 2001 comenzó a colaborar con el diputado León Zimerman (Toto) por el Partido Comunista en la provincia de Buenos Aires; en esta tarea impulsó varios proyectos de ley entre los que se encuentran la derogación del artículo 68 del Código de Faltas de la provincia de Buenos Aires que perseguía a las personas en situación de prostitución, así como los artículos que castigaban a las personas que «se vestían con ropa que no correspondía a su sexo».

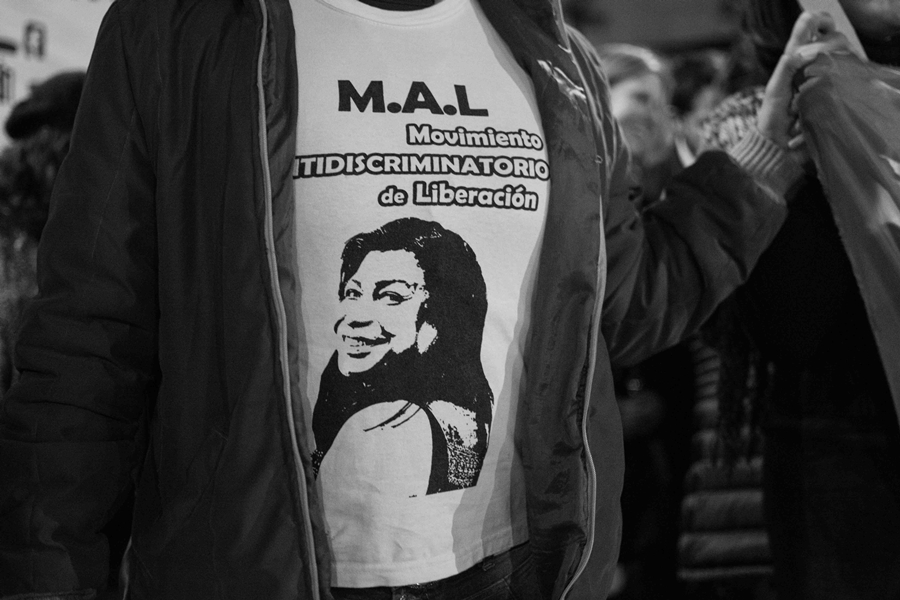
Militante del Movimiento Antidiscriminatorio de Liberación (M.A.L.) en la Primera Marcha Nacional contra los Travesticidios en Argentina el 28 de junio de 2016.

Fundó el Movimiento Antidiscriminatorio de Liberación (M.A.L.), una organización no gubernamental de lucha contra toda forma de discriminación, con especial acento en la que compromete a personas Lesbianas, Gays, Bisexuales, Travestis, Trans e Intersex (LGBTI) promoviendo el empoderamiento de las personas travestis y trans para la consolidación del ejercicio de sus derechos. En ese sentido, M.A.L. fue impulsor del derecho a la ciudadanía plena interactuando con otras organizaciones sociales y con el Estado para lograr acciones concretas: proyectos legislativos que buscaban la modificación de los códigos contravencionales, el reconocimiento de las identidades travestis y trans y acciones para la inclusión social del colectivo LGBTI. Como integrante de M.A.L. fue promotora del proyecto de políticas no discriminatorias en las instituciones de salud del partido de La Matanza, buscando la inclusión de personas trans al sistema de salud.  
Fue una de las colaboradoras en el armado del programa de inclusión al sistema educativo de travestis y transexuales, pueblos originarios y población carcelaria en el marco del Programa Dignidad, Trabajo y Justicia. 
Impulsó la normativa para el reconocimiento estatal de las identidades de género  autopercibidas, las cuales fueron los principales antecedentes de la Ley Nacional de Identidad de Género.
Participó en la construcción de los libros La gesta del nombre propio y Cumbia, copeteo y lágrimas, informe nacional sobre la situación de las travestis, transexuales y transgéneros. 
Presentó ante el Estado Nacional la impugnación del Plan Federal de Viviendas; ya que por sus criterios discriminatorios impedía la inscripción y adjudicación a personas del colectivo LGBTI. Esta presentación fue acompañada de acciones callejeras en distintos puntos neurálgicos con el propósito de visibilizar una problemática a resolver.

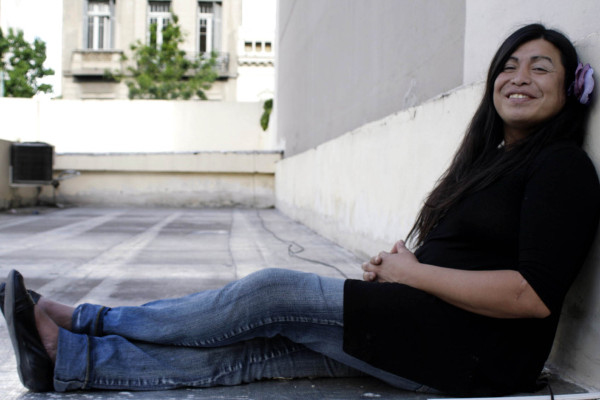
Diana en 2010.

Ideó junto a Futuro Trans “El Teje”, primer periódico escrito por travestis en Latinoamérica, proyecto apoyado por la Universidad de Buenos Aires a través del Centro Cultural Rojas y el Centro Cultural de España en Buenos Aires, donde también escribió notas. Fue redactora del suplemento Soy de Página/12, llevando a ese medio una mirada sobre la realidad travesti en las urbes de la periferia. 
En 2012 se lanzó como candidata a Defensora del Pueblo del partido de La Matanza siendo la primera persona travesti en hacerlo y su campaña logró ingresar a la terna final y obtuvo un número considerable de votos a favor.

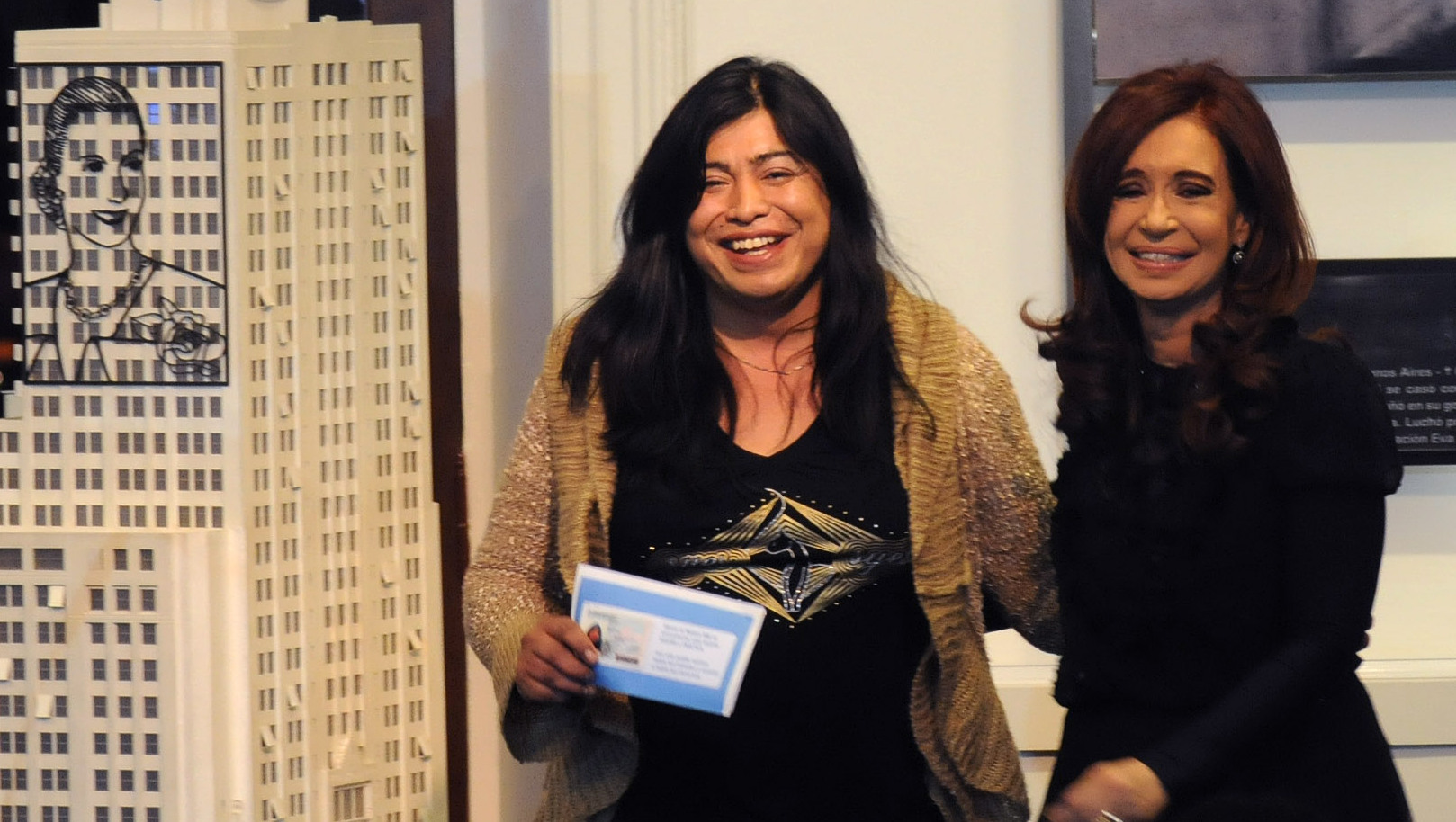
Diana Sacayán junto a la entonces presidenta Cristina Fernández de Kirchner recibiendo su Documento Nacional de Identidad, luego de aprobada la Ley de Identidad de Género en 2012 en Argentina.

Diana integró el Frente Nacional por la Ley de Identidad de Género, donde desempeñó un papel fundamental en la promulgación de dicha ley y recibió el 2 de julio de 2012, en Buenos Aires, su DNI de manos de la presidenta Cristina Fernández de Kirchner, conforme a su identidad de género autopercibida. Durante este evento, la jefa de Estado entregó los primeros DNI a otras personas que también se beneficiaron con esta ley. Además, expresó su agradecimiento a las organizaciones que lucharon por la igualdad de matrimonio y género, así como a todos aquellos que siguen trabajando para ampliar los derechos de los ciudadanos argentinos.
Diana fue integrante del equipo del Programa de Diversidad Sexual del Instituto Nacional contra la Discriminación, la Xenofobia y el Racismo (INADI) desde donde desarrolló una labor muy importante a favor de la no discriminación y la inclusión del colectivo de la diversidad sexual.
Fue elegida como Secretaria Trans Alterna del Consejo de la Asociación Internacional de Lesbianas, Gays, Bisexuales, Trans e Intersex (ILGA), en 2014, en la Conferencia Mundial de esa organización en la Ciudad de México. Formó parte del Frente Abolicionista Nacional (FAN)

## Travesticidio

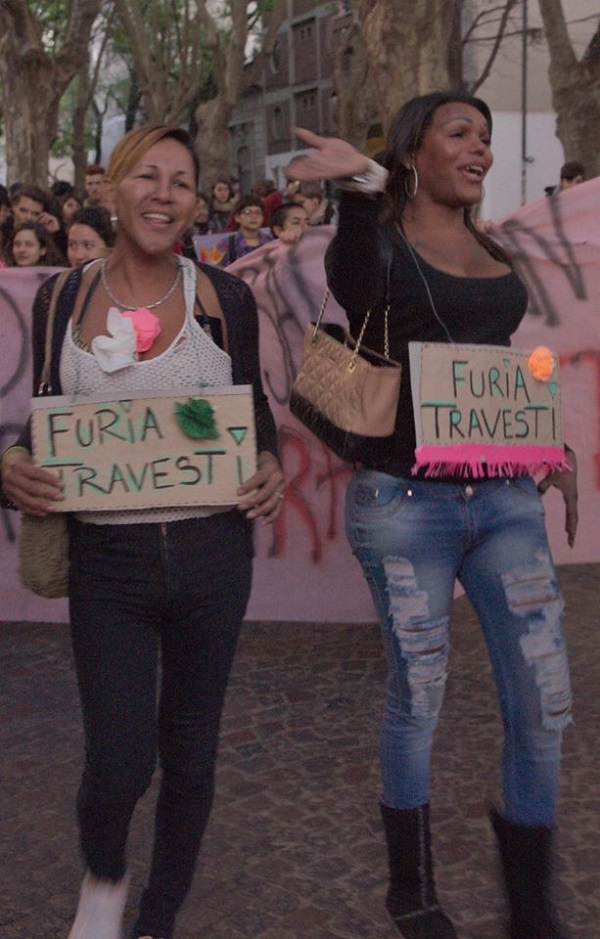
Manifestantes con carteles con el lema "Furia Travesti", en la Ciudad de La Plata pidiendo justicia y esclarecimiento del travesticidio de Diana Sacayán el 16 de octubre de 2015.

Diana fue asesinada en octubre de 2015, lo cual generó una conmoción y un alto impacto social, fundamentalmente en los movimientos de derechos humanos y del colectivo LGBTI, que consideraron el crimen como un travesticidio. En su memoria y en búsqueda de justicia se creó la «Comisión de Familiares y Compañerxs de Justicia por Diana Sacayán- Basta de Travesticidios», la cual ha realizado una serie de acciones de visibilización del pedido de justicia y de visibilización de la lucha de Diana tales como el Festival Amancay realizado en La Matanza en mayo de 2016 y la Primera Marcha Nacional contra los Travesticidios en la Ciudad Autónoma de Buenos Aires el 28 de junio de 2016, donde miles de personas participaron y alzaron su voz para que el travesticidio de Diana no quede impune.

### Juicio

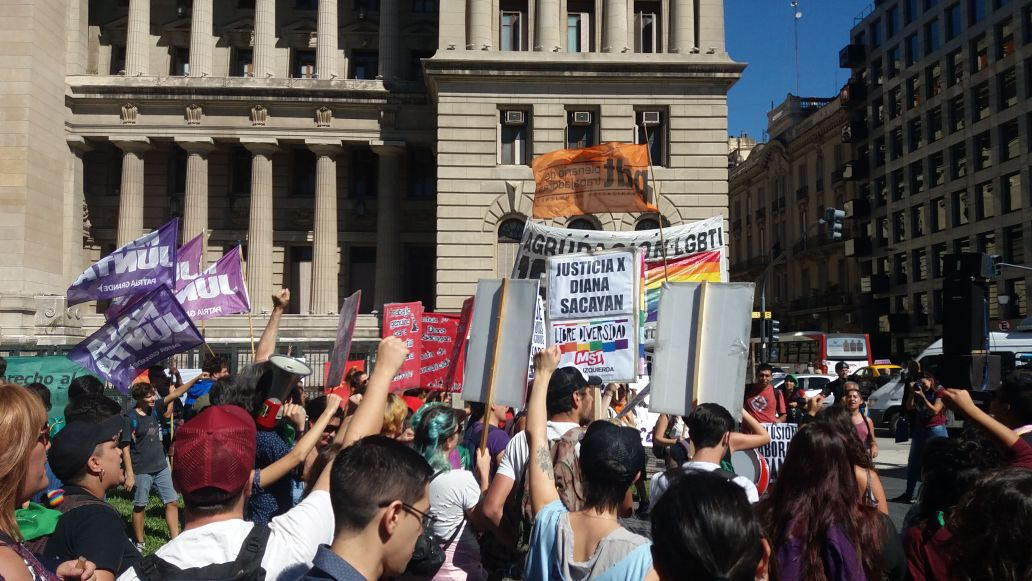
Manifestantes de distintas organizaciones fuera del tribunal donde comenzaba el juicio por el travesticidio de Diana Sacayán.

En el juicio por el travesticidio de Diana Sacayán que empezó el 12 de marzo de 2018 La Comisión Justicia Por Diana hizo un llamado para que la gente apoyara el juicio público, lo que llevó a la presencia de muchas organizaciones políticas, sociales y culturales. Durante el evento, se realizó una radio abierta en la que activistas y miembros destacados de la comunidad travesti trans recordaron la valiosa contribución de Diana, especialmente su papel fundamental en la lucha por el Cupo laboral travesti trans.
El proceso se desarrolló ante el Tribunal Oral en lo Criminal y Correccional n.° 4 de la Ciudad Autónoma de Buenos Aires, integrado por Adolfo Calvete, Ivana Bloch y Julio César Báez, y se acusó a Gabriel David Marino por «homicidio triplemente agravado por haber sido ejecutado mediando violencia de género, por odio a la identidad de género y con alevosía».

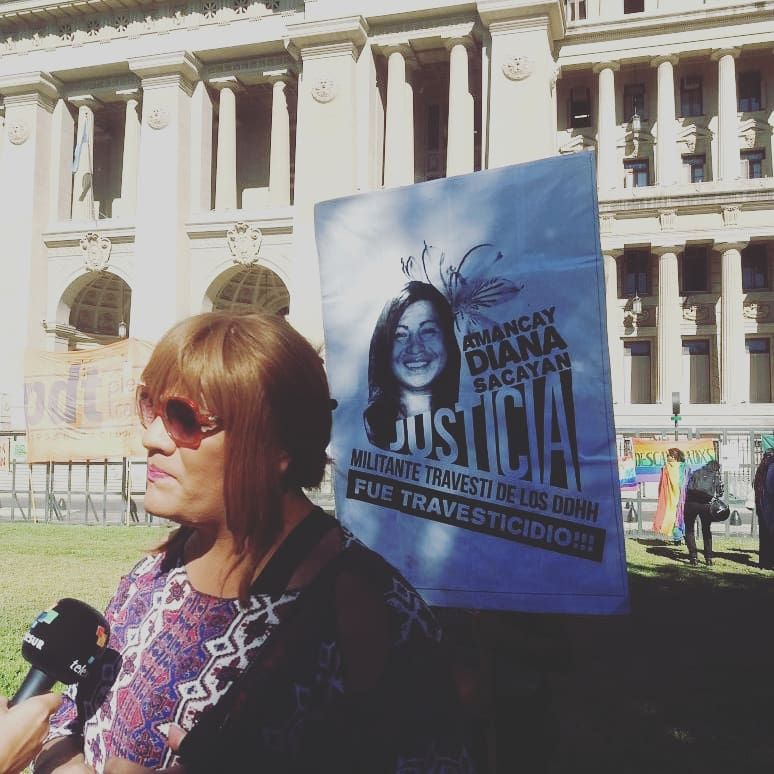
Susy Shock, en la puerta del tribunal en la primera audiencia por el travesticidio de Diana Sacayán, detrás de ella se observa un cartel pedido de justicia por Diana.

El hecho imputado se describe como ocurrido «entre los días sábado 10 y domingo 11 de octubre del año 2015 que derivara en la muerte de Amancay Diana Sacayán, cuyo cuerpo sin vida fuera hallado el día 13 de octubre de 2015, atado de manos y pies, amordazado y presentando signos de haber sido víctima de un hecho cometido con alto grado de violencia».
Es la primera vez que la muerte de una activista travesti es investigada como travesticidio, un crimen de odio por prejuicio de género, como lo calificaron los fiscales Ariel Yapur y Mariela Labozzetta en su alegato.

El 18 de junio de 2018 el imputado, Gabriel David Marino, fue condenado a prisión perpetua por ser coautor del delito con doble agravante por odio a la identidad de género y a la violencia de género, tal como solicitó el INADI en su querella. El Instituto celebró la sentencia judicial en el caso y la consideró como «un hito histórico y una oportunidad para visibilizar los derechos de las personas trans y travestis, quienes han sido históricamente vulnerados en la sociedad argentina».

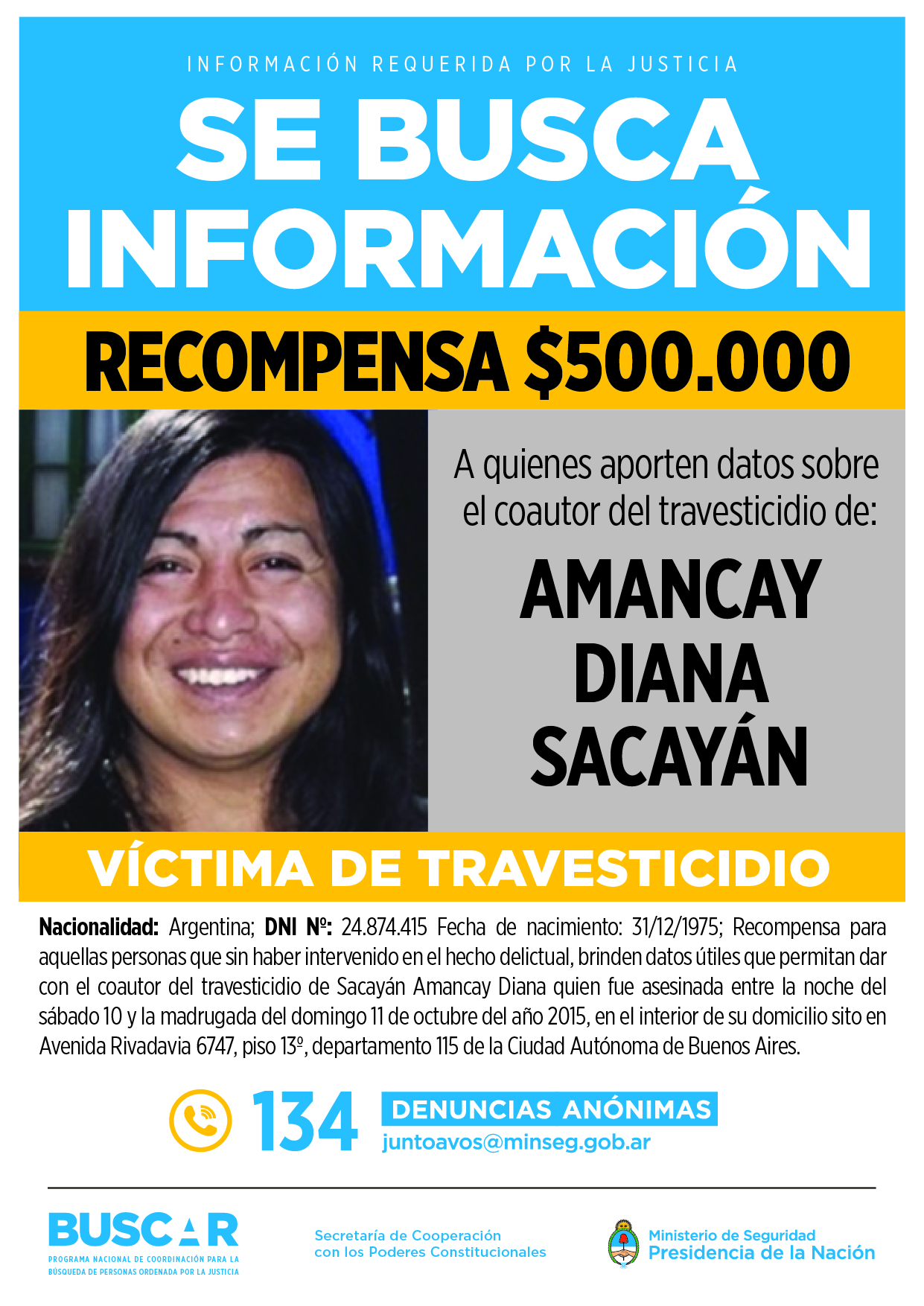
Aviso sobre búsqueda de información sobre la coautoría del travesticidio de Diana Sacayán del año 2019, ofreciendo recompensa por medio del Ministerio de Seguridad de la Nación Argentina.

La justicia aún investiga sobre la identidad y el paradero de un coautor comprobado, por lo cual ofrece una recompensa (en 2022) de $ 2.000.000 por medio del Ministerio de Seguridad solicitando información que conduzca directamente a encontrar a este copartícipe del crimen de Amancay Diana Sacayán.
En abril de 2025, la Corte Suprema votó por no considerar el agravante de odio a la identidad de género.

## Militancia
Sacayán tuvo como una de sus banderas más importantes la lucha por el acceso al trabajo y la economía social de las personas travestis y trans. Gran parte de su militancia estuvo vinculada a lograr este objetivo. Es por ello que desarrolló distintas actividades e iniciativas para lograr esta conquista para la comunidad:
- En 2007 logró el primer hito en la historia por el reconocimiento de la identidad de género a través de la sanción de la Resolución N.º 2359/07 del Ministerio de Salud del Gobierno de la provincia de Buenos Aires, que estableció el respeto del nombre de identidad de género de travestis y transexuales en todos los hospitales y centros de salud de la jurisdicción provincial.[32]
- En 2009 logró las ordenanzas de respeto a la identidad de género en los municipios de La Matanza, Lanús y Morón en articulación con otras organizaciones.
- Creación y coordinación de la Línea de Inclusión Educativa y Laboral para Personas Travestis y Trans en conjunto con la Dirección General de Cultura y Educación del Gobierno de la provincia de Buenos Aires en 2008 y 2009
- Creación de la Cooperativa de trabajo Silvia Rivera en 2009.[33]
- Presentación de la primera propuesta de cupo laboral para personas travestis y trans en el ámbito de la provincia de Buenos Aires en 2010, la cual debió ser presentada en tres oportunidades. En 2021 se debatió en el Congreso el proyecto de Promoción del Acceso al Empleo Formal para Personas Travestis, Transexuales y Transgénero «Diana Sacayán-Lohana Berkins», el cual fue votado en la noche del jueves 10 de junio de 2021, en donde con 207 votos afirmativos se consiguió la media sanción del  proyecto de ley.[34][35][36]
- Realización de la Jornada de intercambio de experiencias: «Travestis, transexuales y transgéneros: Economía Social y Acceso al Empleo» en 2011 organizado conjuntamente con la Secretaría de Empleo de la Nación.
- Implementación del Proyecto de Inclusión Laboral para Personas Travestis y Trans en La Matanza de manera conjunta con la Secretaría de Empleo de la Nación y el Municipio de La Matanza entre el 2011 y el 2015
- Impulso del Programa Municipal de Protección Social Trans con el Municipio de Lanús y del Programa de Apoyo a las Iniciativas Productivas Autogestivas con el Municipio de Morón. Su mayor logró fue la sanción de la Ley Provincial N° 14.783/2015 de Cupo Laboral para Personas Travestis, Transexuales, Transgéneros, Masculinidades Trans e Intersex en la Administración Pública Provincial,[37] que lleva su nombre y es la única norma con estas características a nivel mundial.

En 2012 fue menospreciada e insultada por su condición por el entonces empleado del Senado y posterior ministro de Hacienda Nicolás Dujovne donde se refirió a la referente trans como «trava» y se burló de su apellido, en relación con su condición de género, lo que generó una ola de críticas e hizo que Dujovne borrara de inmediato su mensaje. La Comisión de Familiares y Compañerxs de Justicia y la ONG Basta de Travesticidios repudió  las declaraciones realizadas y expresó: «Exigimos que el Ministro Dujovne se retracte de sus declaraciones discriminatorias contra Diana Sacayán y pida disculpas a toda la comunidad ya que con el aval del poder político a estas expresiones se fomenta el odio, la violencia y los crímenes de odio hacia las personas LGBTI y especialmente a las personas travestis y trans».

## Reconocimientos

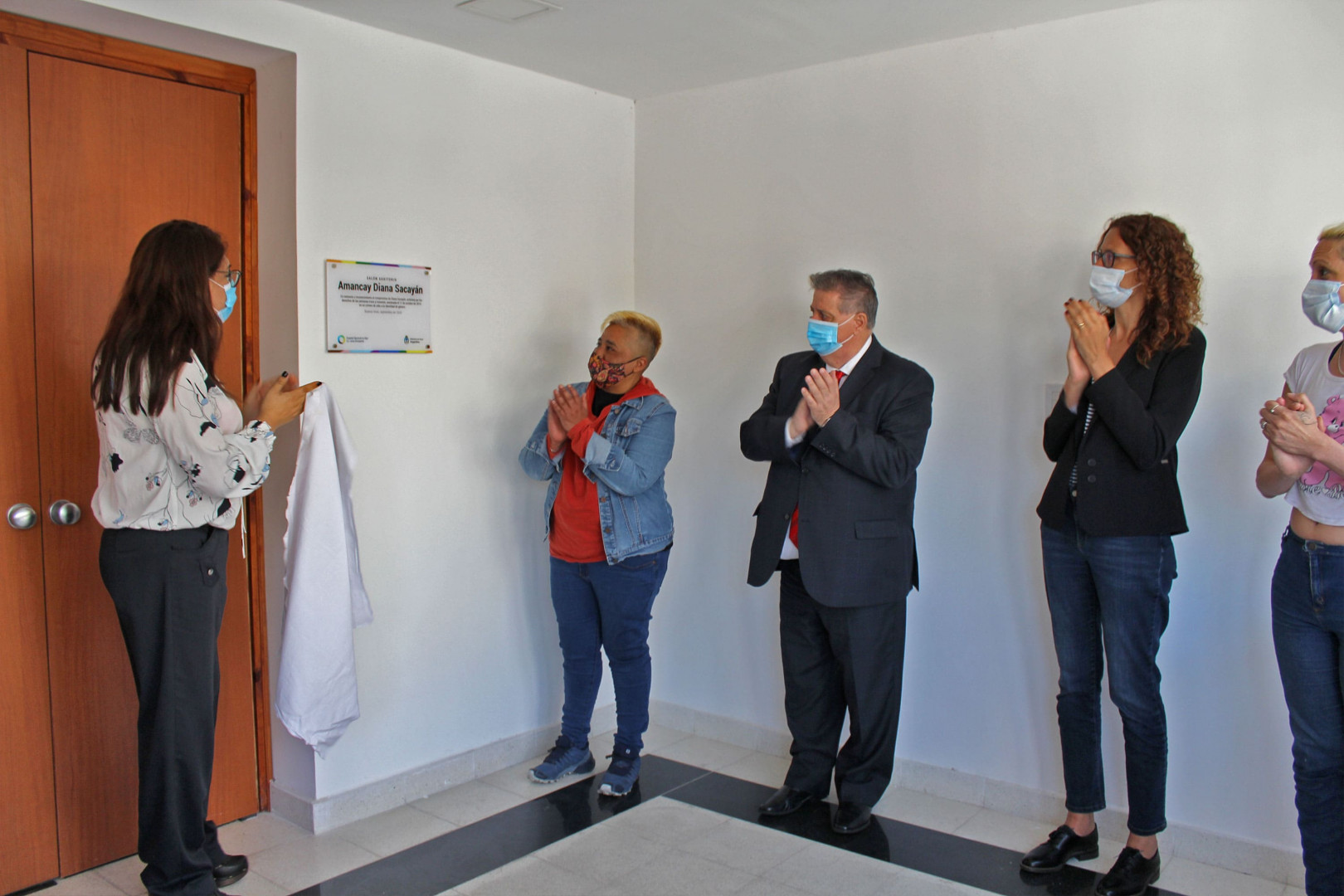
Homenaje a Diana Sacayán en el Hospital Nacional en Red “Licenciada Laura Bonaparte”, varias autoridades junto a Say Sacayán, hermano de Diana en 2020.

- En octubre de 2016 el INADI decidió distinguir a su biblioteca con el nombre de la activista con el fin de promover la reflexión colectiva sobre su trasvesticidio.[40]
- El 12 de octubre de 2017 el Concejo Deliberante de Morón instituyo a nivel municipal el 11 de octubre como Día de Lucha contra la Transfobia y de los Derechos de las Personas Travestis y Trans en memoria de Sacayán.[41]
- El 27 de octubre de 2018 la legislatura de la provincia de Buenos Aires declaró a Diana Sacayán como personalidad destacada post mortem por su aporte a los derechos humanos y su lucha por la inclusión social del colectivo travesti en Argentina.[42][43][44]
- El viernes 9 de octubre de 2020, en el Hospital Nacional en Red "Licenciada Laura Bonaparte", se llevó a cabo un homenaje a Diana Sacayán como parte de la Semana de la Salud Mental. Durante el evento, se inauguró un auditorio con su nombre y se descubrió una placa en reconocimiento a su destacada labor como activista y defensora de los derechos e inclusión del colectivo trans. Su hermano Say Sacayán y diversas autoridades y funcionarios, incluyendo representantes del Ministerio de Mujeres, Género y Diversidad, el Ministerio de Salud y el Hospital, estuvieron presentes en el acto.[45]
- El 2 de julio de 2023 fue homenajeada por el doodle de Google al cumplirse en ese día once años de la entrega del documento nacional de identidad que la convirtió en la primera mujer trans argentina donde su DNI afirma su género.[46][47]

## Escritos y colaboraciones de Diana Sacayán
- La gesta del nombre propio (2006), ISBN 9789871231119[48]
- Cumbia, copeteo y lágrimas (2008), ISBN 9789871231799
- Blog de Movimiento Antidiscriminatorio de Liberación (M. A. L.)[49]